# Ząbkowice Śląskie (gmina)
Ząbkowice Śląskie – gmina miejsko-wiejska w województwie dolnośląskim, w powiecie ząbkowickim. W latach 1975–1998 gmina położona była w województwie wałbrzyskim.
Siedziba gminy to Ząbkowice Śląskie.
Według danych z 30 czerwca 2004 gminę zamieszkiwało 23 289 osób. Natomiast według danych z 30 czerwca 2020 roku gminę zamieszkiwały 21 584 osoby.

## Struktura powierzchni
Według danych z roku 2002 gmina Ząbkowice Śląskie ma obszar 146,88 km², w tym:
- użytki rolne: 83%
- użytki leśne: 7%

Gmina stanowi 18,32% powierzchni powiatu.

## Demografia

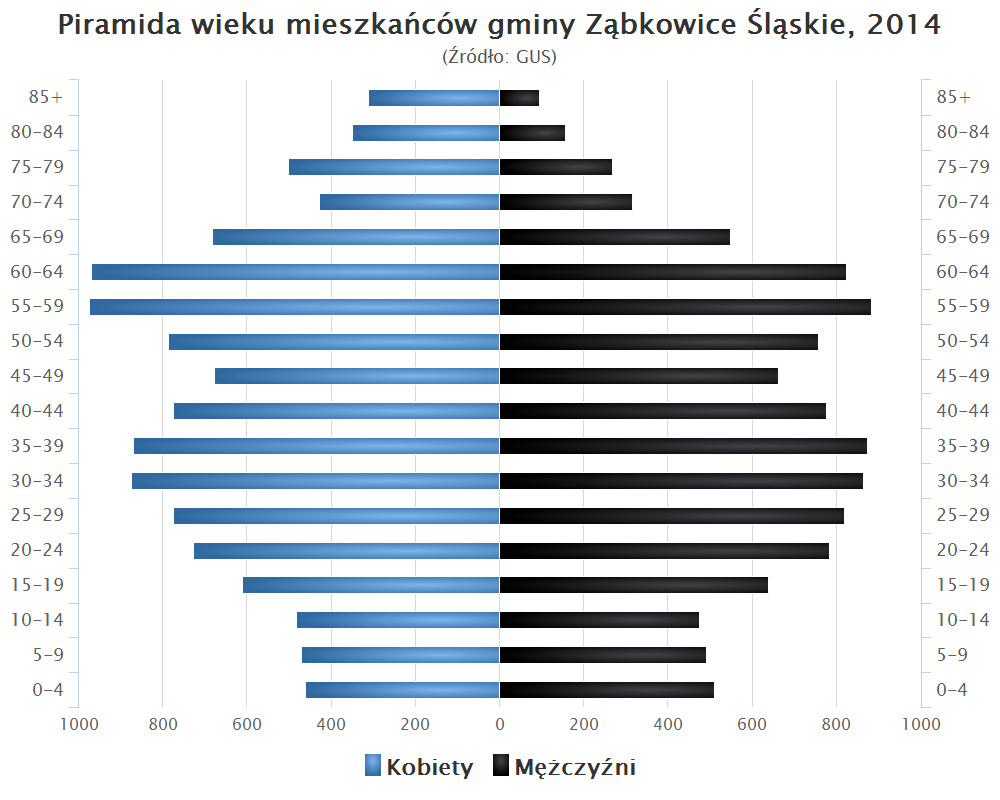
Piramida wieku mieszkańców gminy Ząbkowice Śląskie w 2014 roku

Dane z 30 czerwca 2004:
| Opis                              | Ogółem | Ogółem | Kobiety | Kobiety | Mężczyźni | Mężczyźni |
| --------------------------------- | ------ | ------ | ------- | ------- | --------- | --------- |
| Jednostka                         | osób   | %      | osób    | %       | osób      | %         |
| Populacja                         | 23 289 | 100    | 12 267  | 52,7    | 11 022    | 47,3      |
| Gęstość zaludnienia [mieszk./km²] | 158,6  | 158,6  | 83,5    | 83,5    | 75        | 75        |

## Ochrona przyrody
Na obszarze gminy znajduje się rezerwat przyrody Skałki Stoleckie, chroniący najbardziej na północ wysunięte stanowisko kserotermicznych gatunków owadów, charakterystycznych dla krajów śródziemnomorskich.

## Sołectwa
Bobolice, Braszowice, Brodziszów, Grochowiska, Jaworek, Kluczowa, Koziniec, Olbrachcice Wielkie, Pawłowice, Sadlno, Sieroszów, Stolec, Strąkowa, Sulisławice (z przysiółkiem Szklary-Huta), Szklary (z przysiółkami: Rakowice i Siodłowice), Tarnów, Zwrócona.

## Sąsiednie gminy
Bardo, Ciepłowody, Kamieniec Ząbkowicki, Niemcza, Piława Górna, Stoszowice, Ziębice